# بمب‌گذاری‌های ۲۰۱۵ آنکارا
بمب‌گذاری‌های آنکارا ۲۰۱۵ در روز ۱۰ اکتبر سال ۲۰۱۵ میلادی در ساعت ۱۰:۰۵ به وقت محلی در آنکارا پایتخت ترکیه رخ‌داد، ۲ بمب توسط ۲ بمب‌گذار انتحاری در میان انبوه راهپیمایان «صلح برای دموکراسی» در مقابل ایستگاه راه‌آهن آنکارا منفجر شدند. تا اکتبر ۲۰۱۶ تعداد کشتگان ۱۰۲ نفر بوده‌است.
از این انفجارها به عنوان مرگبارترین حملات در ترکیه یاد می‌شود، راه‌پیمایی که در آن انفجار رخ در اعتراض به درگیری بین دولت و نیروهای کرد، به وجود آمده بود. احمد داود اوغلو، نخست‌وزیر ترکیه در ۱۲ اکتبر ۲۰۱۵ اعلام کرد که مظنون اصلی این بمب‌گذاری‌ها، گروه موسوم به داعش است.

## احتمال دخالت آ.ک. پ
پایگاه خبری احوال در ۱۱ ژوئن ۲۰۱۸ گزارش داد که گزارشی «فوق محرمانه» در اختیار دارد که نشان می‌دهد حزب عدالت و توسعه برای انجام این حملهٔ تروریستی به اعضای داعش فرمان داده‌است. این پایگاه خبری مدعی شده که این گزارش را مرکز وضعیت و امنیت امنیت اتحادیهٔ اروپا (EUINTCEN) چند روز پس از حادثه تهیه کرده و به مقامات عالی اتحادیهٔ اروپا ارائه کرده‌است. در این گزارش همچنین به شباهت این حمله با حملهٔ سوروچ نیز اشاره شده و خاطرنشان شده‌است که حزب سوسیالیست ستمدیدگان (اُ.س. پ) در هر دو عملیات هدف حمله قرار داشته‌است؛ بنابراین گزارش اگرچه انتحاری بودن عملیات انتساب آن را به داعش را شدت می‌بخشد، اما مسائلی از قبیل عدم حضور مأموران پلیس در هر دو تظاهرات و عدم کنترل اتوبوس‌های تظاهرکنندگان حاکی از همکاری آن‌ها با مقامات حزب حاکم عدالت و توسعه است.